# Эрнст Людвиг I (герцог Саксен-Мейнингена)
Эрнст Людвиг I Саксен-Мейнингенский (нем. Ernst Ludwig I. von Sachsen-Meiningen; 7 октября 1672, Гота — 24 ноября 1724, Майнинген) — герцог Саксен-Мейнингена в 1706—1724 годах из эрнестинской линии Веттинов.

## Биография
Эрнст Людвиг — старший сын герцога Бернгарда I и его первой супруги Марии Гедвиги Гессен-Дармштадтской, дочери ландграфа Георга II Гессен-Дармштадтского. Принц, родившийся в замке Фриденштайн, получил основательное образование и считался любимцем своей мачехи Елизаветы Элеоноры. Рано заинтересовавшийся искусствами и в частности поэзией и музыкой, Эрнст Людвиг обучался в рыцарской академии в Вольфенбюттеле.
В 1689 году Эрнст Людвиг поступил на военную службу и командовал тремя полками в войне против Франции. В 1695 году он сражался под началом Луи Турецкого и сыграл существенную роль в захвате цитадели Ландау и получил звания пфальцского генерал-майора (1697) и генерал-лейтенанта (июль 1701), впоследствии на имперской службе получил чины: генерал-фельдвахтмистра (29 мая 1698) фельдмаршал-лейтенанта (12 июня 1701) и фельдцейхмейстера (22 мая 1704). В 1703 назначался императором рейхс-генералфельдмаршал-лейтенантом (заместителем генералиссимуса имперских войск).
Эрнст Людвиг I правил в Саксен-Мейнингене после смерти своего отца 27 апреля 1706 года вместе со своим братом Фридрихом Вильгельмом (до 10 марта 1746 года) и сводным братом Антоном Ульрихом (до 27 января 1763), как было указано в завещании Бернхарда I в отношении его троих сыновей.
Будучи старшим из братьев, Эрнст Людвиг стремился вопреки отцовскому завещанию обрести единоличную власть для себя и своих потомков. Непосредственно после смерти отца между братьями был заключён договор, согласно которому братья передали правление Эрнсту Людвигу, что привело к конфликту со сводным братом Антоном Ульрихом. Ввести примогенитуру не удалось, и после смерти Эрнста Людвига его братья вновь правили Саксен-Мейнингеном в качестве регентов его сыновей.
Герцог Эрнст Людвиг участвовал в многочисленных военных конфликтах, которые преследовали целью рост подчинённых территорий за счёт земель дядей Альбрехта, Генриха и Кристиана, умерших, не оставивших наследников. Имперское решение для урегулирования Кобург-Эйзенберг-Рёмхильдского спора не оправдали ожиданий Эрнста Людвига.
Долги Саксен-Мейнингена, возникшие ещё при отце Эрнста Людвига, продолжали возрастать. Попытки реформировать страну оказались поверхностными и неэффективными. Герцог, отличавшийся почти гипертрофированным благочестием, посвятил себя религиозным вопросам и развитию церковной жизни. Уже в 17 лет он создал сборник немецких и французских религиозных гимнов, а позднее сам сочинял их.

## Потомки
Эрнст Людвиг I был женат дважды. В первый раз он женился в 1704 году на Доротее Марии Саксен-Гота-Альтенбургской, дочери герцога Фридриха I Саксен-Готского, с которой у него родились:
- Иосиф Бернхард (1706—1724)
- Фридрих Август (1707)
- Эрнст Людвиг II (1709—1729), герцог Саксен-Мейнингена
- Луиза Доротея (1710—1767), замужем за герцогом Фридрихом III Саксен-Гота-Альтенбургским (1699—1772)
- Карл Фридрих (1712—1743), герцог Саксен-Мейнингена.

Второй брак Эрнст Людвиг I заключил в 1714 году с Елизаветой Софией Бранденбургской (1674—1748), дочерью курфюрста Бранденбурга Фридриха Вильгельма Бранденбургского. Брак остался бездетным.
Ни один из сыновей герцога Саксен-Мейнингена Эрнста Людвига I никогда не был женат и не оставил потомства. 